# Alison Eastwood
Pour les articles homonymes, voir Eastwood.
Alison Eastwood, est une actrice, réalisatrice, productrice, mannequin et chanteuse américaine née le 22 mai 1972 à Carmel en Californie.
Elle est la fille de l'acteur, réalisateur et producteur Clint Eastwood et d'une ex-mannequin, Maggie Johnson.
Elle a un frère, Kyle Eastwood, un demi-frère, Scott Eastwood et deux demi-sœurs (Francesca Eastwood et Morgan Eastwood).

## Filmographie sélective

### Actrice
- 1980 : Bronco Billy de Clint Eastwood : une orpheline (non créditée)
- 1984 : La Corde raide (Tightrope) de Richard Tuggle : Amanda Block
- 1997 : Les Pleins Pouvoirs (Absolute Power) de Clint Eastwood : une étudiante en beaux-arts
- 1997 : Minuit dans le jardin du bien et du mal (Midnight in the Garden of Good and Evil) de Clint Eastwood : Mandy Nicholls
- 1999 : Sexe, Strip-tease et Tequila (en) (Just a Little Harmless Sex) de Rick Rosenthal : Laura
- 1999 : Breakfast of Champions d'Alan Rudolph : Maria Maritimo
- 1999 : Friends and Lovers de George Haas : Lisa
- 2000 : Le Prix de l'éternité (The Spring) (téléfilm) de David Jackson : Sophie Weston
- 2002 : Poolhall Junkies de Mars Callahan : Tara
- 2004 : Un jour tu verras... (I'll Be Seeing You) (téléfilm) de Will Dixon : Patricia Collins
- 2010 : Once Fallen d'Ash Adams : Kat
- 2018 : La Mule (The Mule) de Clint Eastwood : Iris Stone

### Réalisatrice
- 2007 : Rails and Ties